# Elektrownia jądrowa Onagawa
Elektrownia atomowa Onagawa (jap. (女川原子力発電所 Onagawa genshiryoku hatsudensho) – japońska elektrownia atomowa w mieście Onagawa, w powiecie Oshika, w prefekturze Miyagi. Elektrownia należy do spółki Tohoku Electric Power Company.

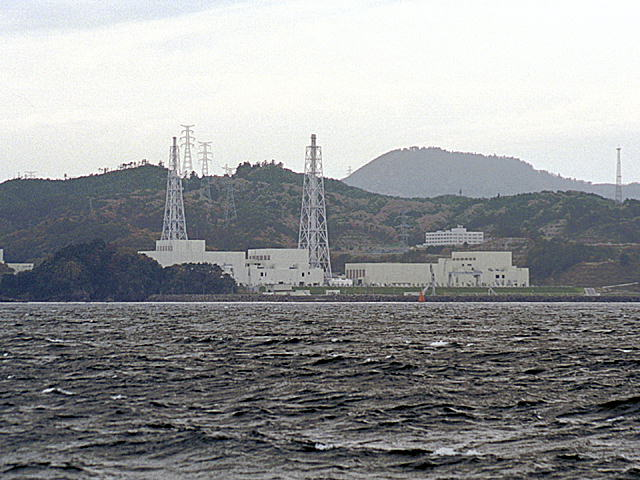
Elektrownia atomowa Onagawa

Na skutek trzęsienia ziemi u wybrzeży Honsiu 11 marca 2011 w jednym z budynków elektrowni wybuchł pożar, nie było jednak zagrożenia dla reaktora.